# Karsten Wildberger

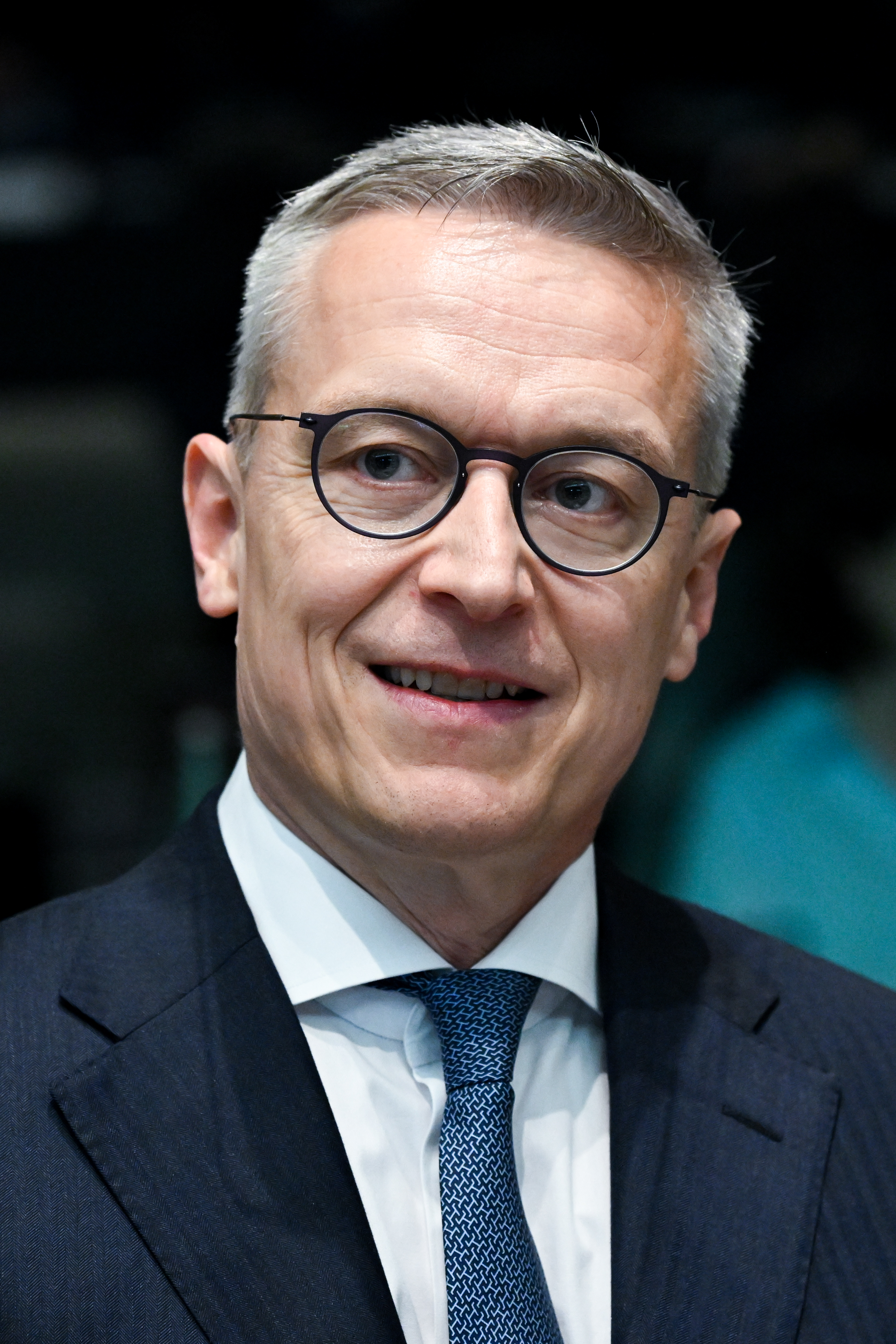
Karsten Wildberger (2025)

Karsten Wildberger (* 5. September 1969 in Gießen) ist ein deutscher Manager und Politiker (CDU). Er ist seit dem 6. Mai 2025 der erste Bundesminister für Digitales und Staatsmodernisierung im Kabinett Merz. Zuvor war er Unternehmensberater und Manager in verschiedenen Positionen, zuletzt bei der Media-Saturn-Holding GmbH.

## Ausbildung und Karriere in der Wirtschaft
Wildberger absolvierte sein Abitur 1989 am Albertus-Magnus-Gymnasium Viersen-Dülken und studierte von 1989 bis 1995 Physik an der TU München und der RWTH Aachen, wo er das Studium mit einer Promotion im Bereich Festkörperphysik und Computerphysik 1997 abschloss. Danach erwarb er im Jahr 2000 einen MBA an der INSEAD.
Von 1998 bis 2003 war Wildberger Unternehmensberater bei der Boston Consulting Group. Bei den Telekommunikationsunternehmen T-Mobile, Vodafone und Telstra bekleidete er internationale Führungspositionen. Bei Telstra verantwortete er als Vorstand Telstras Retail- und Serviceorganisationen,  die Produktentwicklung, Telstras Digitale Transformation und das Privat- und Geschäftskundensegment. Vom 1. April 2016 bis 31. Juli 2021 war Wildberger Mitglied des Vorstands der E.ON SE. Im Vorstand war er unter anderem für Vertrieb, Marketing, Kundenlösungen, Digitale Transformation und IT zuständig. Er verantwortete den Absatz von Strom und Gas an über 50 Millionen Kunden sowie die Entwicklung von digitalen Geschäftsmodellen.
Vom 1. August 2021 bis 5. Mai 2025 war Wildberger Vorstandsvorsitzender der Ceconomy AG sowie Geschäftsführer der Media-Saturn-Holding GmbH. Damit war er für rund 1000 Filialen von Media Markt und Saturn europaweit zuständig.
Weiter war er im Handelsverband Deutschland (HDE) als kooptierter Vizepräsident aktiv. Außerdem war er Mitglied des Aufsichtsrats des Forschungszentrums Jülich, des E.ON Energy Research Center der RWTH Aachen und saß im Beirat des Aachener Ingenieurpreises.

## Politische Karriere
Wildberger war Vorsitzender der Bundesfachkommission Energiepolitik und stellvertretender ehrenamtlicher Vorsitzender der Lobbyorganisation Wirtschaftsrat der CDU.
Am 5. Mai 2025 gab er seine unternehmerische Tätigkeit auf, um das Amt des Bundesministers für Digitales und Staatsmodernisierung im Kabinett Merz am 6. Mai 2025 zu übernehmen. Auch sein Amt im Verein Wirtschaftsrat der CDU legte er nieder, blieb aber einfaches Mitglied des Präsidiums.
Er war zum Zeitpunkt seiner Ernennung zum Minister parteilos. Am 9. Mai 2025 wurde bekannt, dass er der CDU beigetreten ist.

## Werke
- Literatur von und über Karsten Wildberger im Katalog der Deutschen Nationalbibliothek
- Tight-Binding-Korringa-Kohn-Rostoker-Methode und Grenzflächenreflektivität in magnetischen Schichtsystemen. Forschungszentrum, Zentralbibliothek, Jülich 1997, DNB 953673499, Reportnummer: Jül 3463 (Zugl.: Aachen, Techn. Hochsch., Diss., 1997).